# Список військово-морських прапорів України

Морські прапори України з давнини до сьогоднішніх часів

## Прапори Української Держави та УНР

### Воєнно-морські прапори Української Держави та УНР
| Прапор | Дата затвердження | Найменування                                   | Примітки |
| ------ | ----------------- | ---------------------------------------------- | --- |
|        | Невідома.         | Український національний і торговельний прапор | Починаючи з революційних подій 1917 року стихійно піднімався на воєнних кораблях російського флоту. Порядок смуг не регламентувався. В 1918 році іноді використовувався замість воєнного прапора (за нестачі останніх). |
|        | 14 січня 1918 р.  | Прапор Українського військового флоту          | За деякою інформацією, існували варіанти з жовтою смугою зверху. Прапор відмінений в липні 1918 р, із заведенням нового воєнного прапора. 25 квітня 1918 року на його основі було затверджено 20 перших службових прапорів, однак як вони виглядали — невідомо. За часів Директорії УНР ставилося питання про привернення цього прапора в ужиток. |
|        | Не затверджений.  | Андріївський прапор                            | 20 травня 1918 року пропонувався адміралом Покровським як воєнний прапор Української Держави, але затверджений так і не був. Однак тривалий час зберігався в українському флоті як традиційний прапор. Так, на день свята Морського Корпусу був піднесений 6 листопада 1918 моряками канонерського човна «Запорожець» |
|        | 18 липня 1918 р.  | Військовий прапор Української Держави          | 18 липня 1918 року гетьман Скоропадський наказом 192/44 затвердив новий зразок воєнно-морського прапора. 3 січня 1919 року наказом № 10/1 Симон Петлюра підтвердив легітимність раніше прийнятого морського прапора, наказавши «лічити прапором Воєнної фльоти Української Народної Республіки прапор, затверджений 18 липня 1918 року». Згідно зі статтею 1284 «Своду Воєнно-Морських постанов» від 25 січня 1919 р., «шанується як стяг в полку, і всі служачі на кораблі мусять охороняти цей прапор до останньої краплі крові, як прапор Української Держави. Воєнний прапор підноситься на гафелі чи на кормовому флагштоці». Оригінальний воєнний прапор Української Держави був збережений лейтенантом Шрамченком, зберігається нині в Чикаго. |

### Посадові морські прапори Української Держави та УНР
| Прапор | Дата затвердження  | Найменування                                                    | Примітки |
| ------ | ------------------ | --------------------------------------------------------------- | --- |
|        | 17 вересня 1918 р. | Штандарт Гетьмана на морі.                                      | |
|        | 17 вересня 1918 р. | Прапор Гетьмана як адмірала флоту.                              | |
|        | 17 вересня 1918 р. | Прапор члена Гетьманської родини в ранзі адмірала.              | |
|        | 17 вересня 1918 р. | Прапор командувача Чорноморським флотом.                        | Колір поля на якому зображений Архангел Михайло невідомий, імовірно малиновий або синій. Про цей прапор стаття 1297 «Своду Воєнно-Морських Постанов», книга Х, голосить, що «прапор Командуючого флотом піднімається на кораблях на грот-мачті, а на шлюпках — на носовому флагштоці; салют йому складається з 17 стрілів». |
|        | 17 вересня 1918 р. | Прапор Воєнного Міністра.                                       | |
|        | 17 вересня 1918 р. | Прапор Морського Міністра.                                      | Оригінальний прапор морського міністра Української Держави був збережений лейтенантом Шрамченко, зберігається нині в Чикаго. |
|        | 17 вересня 1918 р. | Прапор Товариша Морського Міністра.                             | |
|        | 17 вересня 1918 р. | Прапор Начальника Головного Морського штабу.                    | |
|        | 17 вересня 1918 р. | Прапор Начальника Генерального Морського Штабу.                 | |
|        | 17 вересня 1918 р. | Прапор Начальника Морської Генеральної Квартири.                | |
|        | 17 вересня 1918 р. | Прапор генерала на посаді командуючого воєнно-морськими силами. | За часів Української Держави єдиним генералом на такій посаді був генерал-майор флоту Єрмаков, коммандант Дунайської флотилії. |
|        | 17 вересня 1918 р. | Прапор Головного Коменданта портів Чорного і Азовського морів.  | |
|        | 17 вересня 1918 р. | Прапор Коменданта порту.                                        | В цілому подібний до прапора Морського міністра. |

### Адміралітет флоту Української Держави і УНР
| Прапор | Дата затвердження  | Найменування                       | Примітки                                                                            |
| ------ | ------------------ | ---------------------------------- | ----------------------------------------------------------------------------------- |
|        | 17 вересня 1918 р. | Корабельний прапор контр-адмірала. | Контр-адмірал Остроградський тримав свій прапор на лінійному кораблі «Св. Євстафій» |
|        | 17 вересня 1918 р. | Корабельний прапор віце-адмірала.  |                                                                                     |
|        | 17 вересня 1918 р. | Корабельний прапор адмірала.       |                                                                                     |

### Дипломатичний корпус Української Держави і УНР
| Прапор | Дата затвердження  | Найменування                                        | Примітки |
| ------ | ------------------ | --------------------------------------------------- | --- |
|        | 17 вересня 1918 р. | Прапор посла Української Держави                    | Заведений наказом по Морському відомству ч. 372/159 від 17 вересня 1918 р. Згідно зі статтями 1301 і 1302 «Своду Воєнно-Морських Постанов» т. Х, видання 1914 року, як посол, так і посланник мають право підносити свої прапори на кораблях на грот-мачтах, а на човнах на носовому флагштоку, але тільки в межах тієї держави, до якої вони акредитовані. Ст. 1305 дозволяє підносити ці прапори на будинках, де ці особи мешкають, але знову, тільки в межах тієї держави, при якій вони акредитовані. |
|        | 17 вересня 1918 р. | Прапор Посланників (голів дипломатичних місій)      | Заведений наказом по Морському відомству ч. 372/159 від 17 вересня 1918 р. Згідно зі статтями 1301 і 1302 «Своду Воєнно-Морських Постанов» т. Х, видання 1914 року, як посол, так і посланник мають право підносити свої прапори на кораблях на грот-мачтах, а на човнах на носовому флагштоку, але тільки в межах тієї держави, до якої вони акредитовані. Ст. 1305 дозволяє підносити ці прапори на будинках, де ці особи мешкають, але знову, тільки в межах тієї держави, при якій вони акредитовані. |
|        | 17 вересня 1918 р. | Прапор генерального консула, консула і віце-консула | Святослав Шрамченко подає, що прапори генерального консула, консула і віце-консула подібні до прапора посланників, лише замість тризуба — того самого розміру синя котвиця. |

### Гюйс (фортечний прапор)
| Прапор | Дата затвердження      | Найменування | Примітки |
| ------ | ---------------------- | ------------ | --- |
|        | 22 березня 1918 р. (?) | Гюйс         | Гюйс із тризубом у центрі. Імовірно ніколи не використовувався. Цей же варіант за часів Гетьманату пропонувався як гюйс, однак затверджений не був. |
|        | 18 липня 1918 р.       | Гюйс         | Гюйс Українського Державного Флоту. Повністю повторював старий гюйс Російського Імператорського Флоту.                                              |

### Майвець (вимпель)
| Прапор | Дата затвердження  | Найменування      | Примітки |
| ------ | ------------------ | ----------------- | --- |
|        | 17 вересня 1918 р. | Вимпель (майвець) | Вимпель Українського Державного Флоту. Аналогічний використовується і в сучасному флоті. Геральдист д-р Роман О. Климкевич з цього питання повідомляв: "Про встановлення нової майви для українського флоту було повідомлено своєчасно і як слід великі морські держави. Від д-ра О. Нойбекера, передового німецького геральдиста і генерального секретаря геральдично-генеалогічного наукового товариства «Дер Адлер» у Берліні, знаємо, що в архіві цієї ж установи зберігається лист від німецької мореплавської технічної комісії на Чорному морі від 26 вересня 1918 р., в якому стоїть між іншим (подаємо в дослівному перекладі): «…українське військово-морське міністерство повідомило, що встановлено білий майвець з синім рівностороннім хрестом у накутнику. Висота хреста рівняється ширині майовця» |

### Церемоніальні прапори Української Держави
| Прапор | Дата затвердження | Найменування          | Примітки |
| ------ | ----------------- | --------------------- | --- |
|        | Невідома          | Церемоніальний прапор | Український церемоніальний Андріївський прапор, який малося підняти на канонерському човні «Запорожець» в День Свята Морського Корпусу 6 листопада 1918 року. Однак з ініціативи моряків було піднято звичайний варіант прапора, без українського крижа. |

### Нереалізовані проекти
Окрім того, існували проекти прапорів для кораблів Берегової Охорони, лоцманських та портових суден, суден допоміжного флоту, портів та маяків, а також для Одеських загонів портової поліції та для Одеського портового пожежного департаменту. Були також запроектовані прапори для Українського Доброфлоту та Національного Риболовного товариства.

## Сучасні прапори

### Воєнно-морські прапори України
| Прапор | Дата затвердження           | Найменування                      | Примітки |
| ------ | --------------------------- | --------------------------------- | --- |
|        | 28 січня 1992 року          | Державний Прапор України          | Починаючи з революційних подій 1917 року стихійно піднімався на воєнних кораблях російського флоту. В 1918 і в 1991-1993 роках іноді використовувався замість воєнного прапора (за нестачі останніх). |
|        | 18 липня 1918 р.            | Військово-морський прапор         | Перші прапори Українського флоту, пошиті в 1992 році, практично копіювали старі гетьманські воєнні прапори зразка 1918 року.                                                                          |
|        | Офіційно не затверджувався. | Військово-морський прапор         | Відрізнявся від попереднього зразка сучасним варіантом герба. Обидва прапори деякий час використовувалися одночасно.                                                                                  |
|        | 8 грудня 1994 р.            | Військово-морський прапор         | Прибрано кантон із тризубом і національним прапором. Відомі варіанти без облямівки. |
|        | 20 червня 2006 р.           | Військово-морський прапор         | Відомі варіанти з синьою облямівкою в кантоні. Використовувався як воєнно-морський прапор з 2002 року, однак офіційно був затверджений лише у 2006 році (Указ Президента від 20.06.06 № 551).         |
|        | 7 квітня 1997 р.            | Прапор пошуково-рятівного корабля | Відомі варіанти з державним прапором в кантоні, а також з воєнно-морським прапором зразка 8 грудня 1994 року.                                                                                         |
|        | 7 квітня 1997 р.            | Прапор допоміжного корабля        | Відомі варіанти з державним прапором в кантоні, а також з воєнно-морським прапором зразка 8 грудня 1994 року.                                                                                         |

### Посадові морські прапори України
| Прапор | Дата затвердження | Найменування                             | Примітки |
| ------ | ----------------- | ---------------------------------------- | --- |
|        | 7 квітня 1997 р.  | Прапор головнокомандувача ЗСУ            | Прапор президента України. Застосовується.                                                                       |
|        | 7 квітня 1997 р.  | Прапор Міністра Оборони                  | За проектом кантон прапора мав бути білим, однак затверджено саме такий варіантЗастосовується.                   |
|        | 7 квітня 1997 р.  | Прапор начальника Генерального штабу ЗСУ | Застосовується.                                                                                                  |
|        | 7 квітня 1997 р.  | Прапор начальника Штабу ВМС              | Застосовується.                                                                                                  |
|        | 7 квітня 1997 р.  | Прапор з'єднання або групи кораблів      | Збігається із воєнно-морським прапором зразка 1993 року. Зараз не застосовується. Змінений 19 січня 1999 року на |
|        | 7 квітня 1997 р.  | Прапор командувача ВМС                   | Не застосовується. Змінений 19 січня 1999 року на                                                                |
|        | 7 квітня 1997 р.  | Прапор заступника командувача ВМС        | Не застосовується. Змінений у січні 1999 року                                                                    |
|        | 7 квітня 1997 р.  | Прапор командира морського району        | Не застосовується. Замінений на такий зразок:                                                                    |

### Посадові прапори від19 січня1999року
| Прапор | Дата затвердження   | Найменування                         | Примітки    |
| ------ | ------------------- | ------------------------------------ | ----------- |
|        | 19 січня 1999 р.    | Прапор командувача ВМС.              | Вживається. |
|        | 19 січня 1999 р.    | Прапор командира морського району.   | Вживається. |
|        | 19 січня 1999 року. | Прапор з'єднання або групи кораблів. | Вживається. |
|        | 19 січня 1999 р.    | Командир групи кораблів.             | Вживається. |

### Гюйс (фортечний прапор)
| Прапор | Дата затвердження           | Найменування | Примітки |
| ------ | --------------------------- | ------------ | --- |
|        | З листопада 1992 року.      | Гюйс         | Гюйс у вигляді синього полотнища з тризубом в центрі. Не вживається.                                                                                         |
|        | 1 серпня 1997 р.            | Гюйс         | Державний прапор як корабельний гюйс. Вживається. |
|        | Офіційно не затверджувався. | Гюйс         | Нереалізований проект гюйсу з білим козацьким хрестом. Такий же гюйс але з синьою каймою по нижній частині хреста використовується зараз в Морській Охороні. |

### Вимпель (майвець)
| Прапор | Дата затвердження  | Найменування      | Примітки |
| ------ | ------------------ | ----------------- | --- |
|        | 17 вересня 1918 р. | Вимпель (майвець) | Старий вимпель Українського Державного Флоту, привернений до служби в сучасному флоті і у оновлених кольорах відповідно до ДСТУ 4512:2006. |

### Нереалізовані проєкти
Нереалізовано два проекти вимпелів ВМС України